# Kasrawad
Kasrawad là một thị xã và là một nagar panchayat của quận West Nimar thuộc bang Madhya Pradesh, Ấn Độ.

## Địa lý
Kasrawad có vị trí 22°08′B 75°36′Đ / 22,13°B 75,6°Đ Nó có độ cao trung bình là 169 mét (554 feet).

## Nhân khẩu
Theo điều tra dân số năm 2001 của Ấn Độ, Kasrawad có dân số 19.035 người. Phái nam chiếm 51% tổng số dân và phái nữ chiếm 49%. Kasrawad có tỷ lệ 57% biết đọc biết viết, thấp hơn tỷ lệ trung bình toàn quốc là 59,5%: tỷ lệ cho phái nam là 66%, và tỷ lệ cho phái nữ là 48%. Tại Kasrawad, 16% dân số nhỏ hơn 6 tuổi.